# 1988 XJ1
1988 XJ1 är en asteroid i huvudbältet som upptäcktes den 7 december 1988 av de båda japanska astronomerna Tsutomu Hioki och Nobuhiro Kawasato i Okutama.
Asteroiden har en diameter på ungefär 19 kilometer.